# Software para estadísticas nutricionales
En la actualidad se dispone de pocas opciones de software que recopilan datos a fin de obtener estadísticas epidemiológicas. Se han desarrollado mayoritariamente herramientas de software para la evaluación antropométrica  y asesoramiento nutricional tanto para personas saludables como con enfermedades específicas como diabetes y obesidad, entre otras. Por ejemplo: SiDiary.   Nutripac., Nutrimind.
En cuanto a software para estadísticas nutricionales, se ha desarrollado un programa informático llamado Interfood. para procesar la información alimentaria y generar datos sobre el consumo dietético -en términos de alimentos, nutrientes y sustancias fitoquímicas- válidos para realizar estudios nutricionales y epidemiológicos. La oferta tecnológica más reciente lo constituye NutriCloud, un software web que funciona en la nube, desarrollado por la empresa NutriCloud Computing S.A., en colaboración con un grupo de investigadores en el campo de la Nutrición de la Universidad de Guadalajara, Jalisco, México y con apoyo de Incusoft Guadalajara.
Mientras que Interfood se basa en tres componentes fundamentales,cada uno sustentado en una base de datos diseñada en Microsoft Access 2003
Esos componentes son: Cuestionario de frecuencia de consumo alimentario, Base de datos de alimentos y Base de datos relacional, que se describen a continuación.
Nutricloud se sustenta en bases de datos y tecnología cloud (disponibles en la nube), y alimentos de orígenes varios como la USDA, CAMM2010 y SMAE2008 y tiene 3 herramientas básicas que son: Cuestionario de Frecuencia de Consumo, Registro Dietético y Recordatorio de 24 horas. A partir de estas herramientas se pueden realizar estudios nutricionales individuales y poblacionales, que se pueden descargar para su posterior análisis con herramientas estadísticas especializadas.

## Cuestionario de frecuencia del consumo alimentario (CFCA)
Este cuestionario incluye además de datos personales del entrevistado, datos antropométricos (peso, talla) y datos sobre el patrón de consumo, es decir, la frecuencia y el tamaño de la porción consumida de cada alimento, según los modelos visuales de Vázquez y Witriw. La lista de alimentos del cuestionario fue elaborada teniendo en cuenta fuentes de ácidos grasos y fitoquímicos. Para su elaboración inicial se utilizó una lista con los 242 alimentos de consumo más frecuente en la población de la provincia de Córdoba, Argentina
En el caso de Nutricloud, es un cuestionario validado que incluye 162 alimentos de consumo habitual para la Población Mexicana.

## Base de datos de alimentos
Conformada a partir de las tablas de composición química de alimentos de Latinfoods-Argenfoods pertenecientes a la Organización de las Naciones Unidas para la Agricultura y la Alimentación (FAO)   y Nutrient Data Laboratory de los Servicios de Investigación Agrícola (ARS) de los Estados Unidos de América, presenta los alimentos individualmente y por grupos, con su composición química en macro y micronutrientes y sustancias fitoquímicas por cada 100 gramos. Cada alimento se identifica por su nombre y un código alfanumérico.

## Base de datos relacional
Es desde donde se ejecuta el programa, el cual articula entonces la información cargada en las bases de datos anteriormente descriptas,calculando, entre otras variables, el consumo de cada alimento y los aportes nutricionales correspondientes, por día, semana o mes.
Interfood permite modificaciones en las bases de datos de alimentos, de manera que tal que puede actualizarse y ser utilizado en poblaciones con patrones de consumo diferentes, incluyendo nuevos alimentos, según las necesidades de cada investigación.
La presentación gráfica para registrar los datos resulta muy simple de completar

## Aplicaciones
Interfood brinda datos relacionados con el consumo alimentario y la relación  entre dicho consumo y el desarrollo de determinadas enfermedades. Permite obtener relaciones más específicas como por ejemplo, entre el consumo alimentario y la concentración de marcadores biológicos del estado nutricional.
Este programa, es de fácil utilización y económico. Se aplica en estudios epidemiológicos que evalúan cuantitativamente y cualitativamente la alimentación de la población bajo estudio.
Interfood también puede utilizarse para recopilar datos en los sistemas de salud locales y nacionales. Es necesario tener en cuenta que una limitación para esta utilidad, es la necesidad de contar con personal entrenado para la recolección de los datos mediante el Cuestionario de frecuencia de consumo alimentario (CFCA).
En un estudio científico realizado en la ciudad de Córdoba, Argentina "Tumores salivales: su relación con la concentración sérica de ácido linoleico conjugado y la ingesta de carne vacuna", ejecutado por Cittadini MC; Cornaglia PM; Andreoli MF; Joekes S; Actis AB; Perovic NR, se utilizó interfood para procesar la información nutricional.